# Kreiselwespe

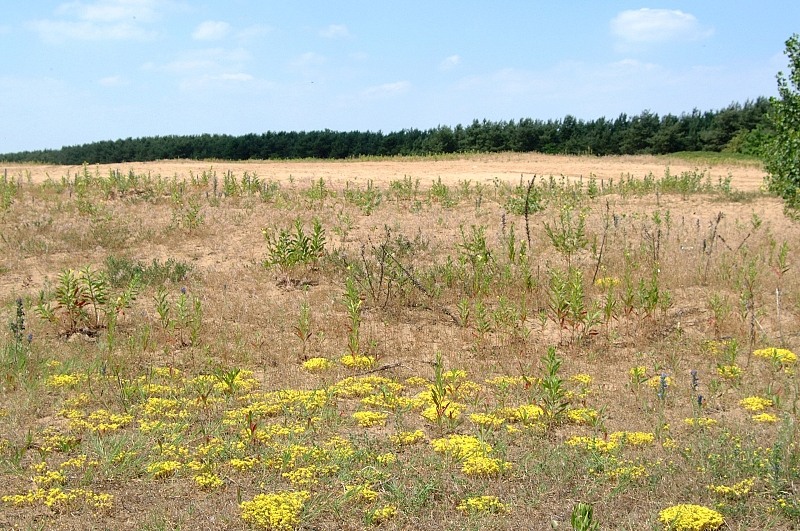
Offene Sandfläche als typischer Lebensraum der Kreiselwespe

Die besonders geschützte Kreiselwespe (Bembix rostrata) gehört zu den auffälligsten Grabwespen Mitteleuropas. Die Gattung Bembix ist mit über 340 Arten weltweit, besonders artenreich in Australien und Afrika, verbreitet, insbesondere in Wärmegebieten mit offenen, sandigen Böden. Bembix rostrata ist die einzige Art Deutschlands, im südlichen Mitteleuropa gibt es eine weitere Art (Bembix tarsata).

## Merkmale
Die Körperlänge beträgt 15–24 mm. Der deutsche Name leitet sich von ihrem besonderen Verhalten vor dem Nest her. Die Tiere graben mit synchronisierten und schnellen Bewegungen ihrer Vorderbeine ihre Bodenröhren auf und zu. Außerdem können sie sich sehr schnell um ihre eigene Achse drehen, wobei der Flügelschlag für ein surrendes Geräusch, ähnlich dem eines Kreisels, sorgt. Kennzeichnend ist ihre Größe, der deutlich grünlichgelb und schwarz gezeichnete Hinterleib und die zu einem spitz zulaufenden Schnabel erweiterte Oberlippe.

## Verbreitung
Das Verbreitungsgebiet der Kreiselwespe reicht von Europa und dem Mittelmeerraum bis nach Zentralasien. Nach Norden geht sie in Europa bis nach Dänemark und Schweden. Ein Verbreitungsschwerpunkt in Deutschland ist die Rheinebene. Aus Brandenburg liegen vermehrt neue Nachweise vor, wogegen sie in Westfalen seit 1960 nicht mehr beobachtet wurde. Insgesamt wird in Deutschland ein starker Rückgang der an trockenwarme Sandgebiete gebundenen Art festgestellt.

## Lebensweise
Die Tiere treten in Kolonien von einigen Dutzend bis zu mehreren hundert Tieren auf, in denen die Weibchen in offenen Sandböden jeweils eine bis zu 20 Zentimeter tiefe Röhre anlegen, die nur eine Brutzelle enthält. Bestückt wird diese mit dutzenden Insekten, überwiegend größere Fliegen (Tabanidae, Syrphidae), die der Larve als Nahrung für ihre etwa zweiwöchige Entwicklung zur Imago dienen. Die Niströhre wird nach jeder Fütterung wieder sorgsam verschlossen. Wegen dieser intensiven Brutpflege kann ein Weibchen im Hochsommer nur maximal acht Larven durchbringen. Kreiselwespen sind sehr standorttreu, sie nisten oft über Jahre an den gleichen Stellen, auch wenn diese sich mit der Zeit verändern und Ausweichbiotope zur Verfügung stehen.
Insbesondere der Rückgang größerer offener Sandflächen in Wärmegebieten, wie auf den Sanddünen des Oberrheingrabens, hat die Kreiselwespe selten werden lassen. Darüber hinaus hat sie aber auch natürliche Feinde, insbesondere Parasiten, wie Bombyliidae, Conopidae und Mutillidae. Ein Parasitoid, der auf die Kreiselwespe spezialisiert ist, ist die Goldwespe Parnopes grandior. Bereits den großen Naturforscher Jean-Henri Fabre (1823–1915) hat das Verhalten der Kreiselwespe zu intensiven Studien veranlasst.